# Jack Miles (Theologe)

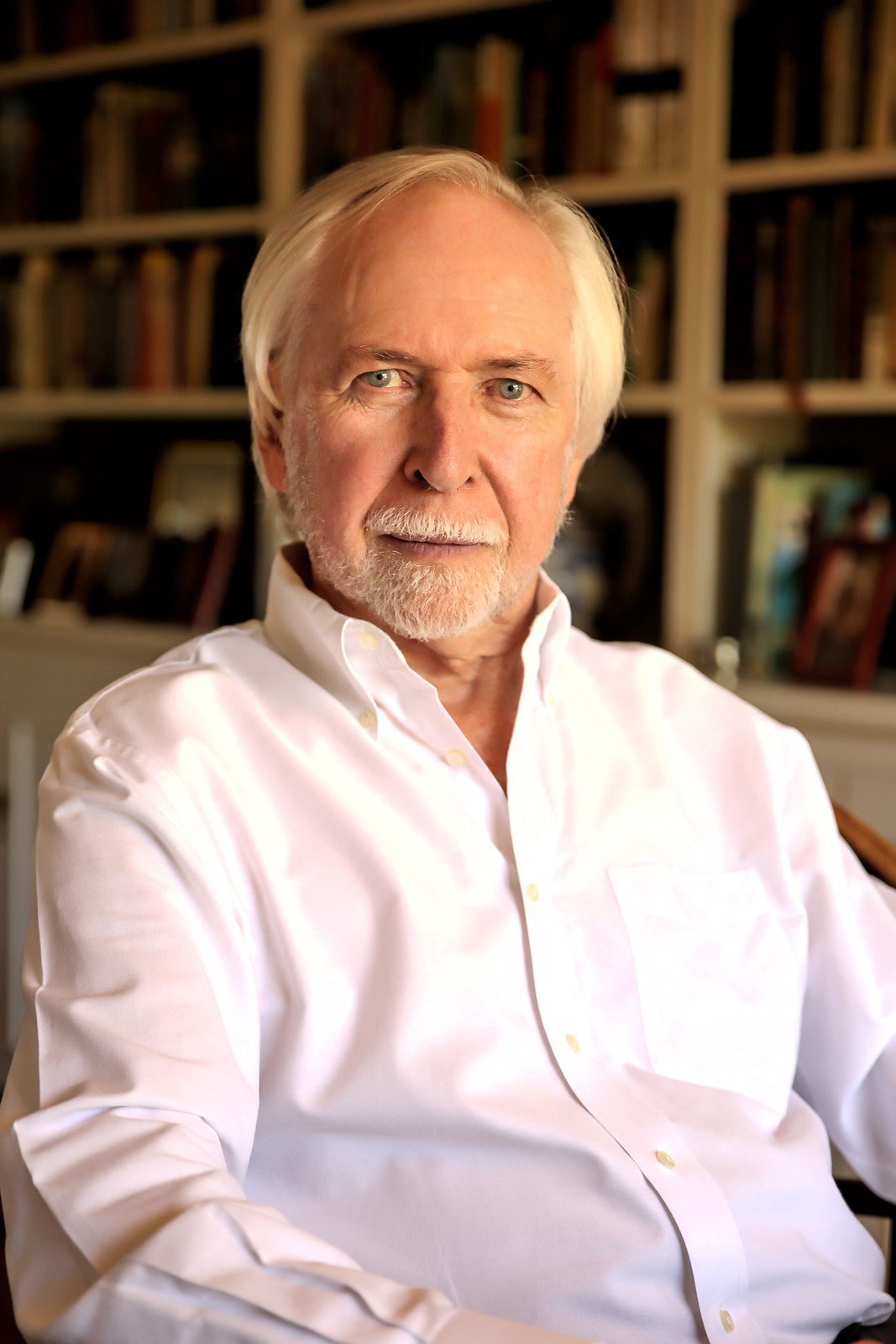
Jack Miles

John R. „Jack“ Miles (* 30. Juli 1942 in Chicago, Illinois) ist ein US-amerikanischer Theologe, Bibel- und Literaturwissenschaftler.

## Leben
In den 1960er und 1970er Jahren besuchte Jack Miles mehrere jesuitische Seminare an der Xavier University of Cincinnati, der Päpstlichen Universität Gregoriana und der Hebräischen Universität Jerusalem, bevor er 1971 in Nahöstlichen Sprachen und Literatur an der Harvard University promovierte. Anschließend arbeitete er mehrere Jahre als Journalist und Redakteur, unter anderem bei Doubleday, The Los Angeles Times und der New York Times. Zuletzt unterrichtete er bis zu seiner Emeritierung an der University of California, Irvine.
Miles ist mit God: A Biography und Christ: A Crisis in the Life of God, die jeweils in mehrere Sprachen übersetzt wurden, der Autor zweier Bücher über die Bibel. Für ersteres wurde er 1996 mit einem Pulitzer-Preis für die Beste Biografie ausgezeichnet.
Miles ist praktizierender episkopaler Christ.

## Werk
- God: A Biography (1995)
  - Gott: Eine Biographie, Hanser Verlag, München/Wien 1996, 498 Seiten, ISBN 3-446-17414-1
- Christ: A Crisis in the Life of God (2001)
  - Jesus: Der Selbstmord des Gottessohnes, Hanser Verlag, München/Wien 2001, 390 Seiten, ISBN 3-446-19997-7
- Poetry as Nonfiction (2007)
- God in the Qur'an, Doubleday Publishing Group. ISBN 978-0-307-26957-7
  - Gott im Koran, aus dem Englischen von Andreas Wirthensohn, Hanser Verlag, München/Wien 2019, 288 Seiten, ISBN 3-446-26189-3